# Volker Präkelt
Volker Präkelt (* 14. Mai 1956 in Recklinghausen) ist ein deutscher Autor und Regisseur.

## Leben
Nachdem er in seiner Geburtsstadt das Abitur bestanden hatte, studierte Volker Präkelt bis 1982 Publizistik an der Westfälischen Wilhelms-Universität in Münster, danach arbeitete er als Jazzklavierlehrer und spielte in verschiedenen Bands. Präkelt zog nach Berlin und wurde nach einem Praktikum und einem Volontariat Musikredakteur beim SFB 2, wo er u. a. die Sendung ARD-Nachtrock moderierte. 1990 kam er nach Hamburg und arbeitete dort zunächst als freier Mitarbeiter für den Norddeutschen Rundfunk, bevor er Redaktionsleiter des 1994 mit dem Grimme-Preis ausgezeichneten Medienmagazins Canale Grande wurde. Daran anschließend war er Programmdirektor des Musiksenders VH-1 Deutschland und in der Verlagsgruppe Milchstrasse tätig.
Großen Erfolg hatte Präkelt ab 2003 mit dem von ihm entwickelten Fernsehformat Marvi Hämmer mit der gleichnamigen 3D-animierten Ratte als Moderator einer Wissensserie für Kinder. Zusätzlich zu den insgesamt 104 Folgen gestaltete Präkelt 75 Geschichten als Hörbücher. Für die Sachbuchreihe BAFF! des Arena Verlag hat er verschiedene Titel geschrieben, der NDR produzierte drei Hörspiele Präkelts.
Volker Präkelt arbeitet heute als freier Autor und Regisseur unter anderem für das Kulturjournal und die Reihe Abenteuer Diagnose, zwei Sendeformate des NDR, und ist Geschäftsführer der von ihm gegründeten Mediendeck oHG, einer Produktionsfirma für TV, Musik und Hörbuchproduktionen in Hamburg. Die Berliner Journalistin und freie Autorin Katalina Farkas ist seine Tochter.

## Hörspiele
- 2009: Der letzte Hippie – Regie: Ulrich Lampen, Kompositionen: Volker Präkelt
- 2012: Beat! Beat! Beat! oder Wie das Labskaus in den Leslie kam – Regie und Kompositionen: Volker Präkelt
- 2013: The Dark Side Of The Moon – Regie und Kompositionen: Volker Präkelt
- 2015: Dr. Feelgood oder Nichts als Chemie – Regie und Kompositionen: Volker Präkelt
- 2019: Der fünfte Engel – Buch und Regie: Volker Präkelt

## Bücher (Auswahl)
- Jede Menge Mut (Rowohlt, 1987, zusammen mit Kurt Weichler)
- Mensch, Mammut! (Arena, 2012)
- Titus, die Toga rutscht (Arena, 2013)
- Mein Atlas (Carlsen, 2014)
- Mein großes Musikbuch (Carlsen, 2015)
- Limbradur und die Magie der Schwerkraft (Mixtvision Verlag, 2017. Nach einer Idee von Peter Popp. Mit Illustrationen von Ulf K.)

## Auszeichnungen
- 2005: Goldener Spatz für Marvi Hämmer präsentiert National Geographic World (Preis der Kinderjury)
- 2006: Jahrespreis der Deutschen Schallplattenindustrie für die Marvi-Hämmer-Hörbücher[2]
- 2008: Deutscher Kinderhörspielpreis für Die abenteuerliche Welt der Piraten